# Liste der Staatsoberhäupter 1994
Übersicht
◄◄ | ◄ | 1990 | 1991 | 1992 | 1993 | Liste der Staatsoberhäupter 1994 | 1995 | 1996 | 1997 | 1998 | ► | ►►

Weitere Ereignisse

## Afrika
- Ägypten
  - Staatsoberhaupt: Präsident Husni Mubarak (1981–2011) (1981–1982 Ministerpräsident)
  - Regierungschef: Ministerpräsident Atif Muhammad Nagib Sidqi (1986–1996)
- Algerien
  - Staatsoberhaupt:
    - Vorsitzender des Hohen Staatsrats Ali Kafi (1992–31. Januar 1994)
    - Präsident Liamine Zéroual (31. Januar 1994–1999)

  - Regierungschef:
    - Ministerpräsident Redha Malek (1993–11. April 1994)
    - Ministerpräsident Mokdad Sifi (11. April 1994–1995)
- Angola
  - Staatsoberhaupt: Präsident José Eduardo dos Santos (1979–2017)
  - Regierungschef: Premierminister Marcolino Moco (1992–1996)
- Äquatorialguinea
  - Staatsoberhaupt: Präsident Teodoro Obiang Nguema Mbasogo (seit 1979) (bis 1982 Vorsitzender des Obersten Militärrats)
  - Regierungschef: Premierminister Silvestre Siale Bileka (1992–1996)
- Äthiopien
  - Staatsoberhaupt: Präsident Meles Zenawi (1991–1995) (1995–2012 Ministerpräsident)
  - Regierungschef: Ministerpräsident Tamirat Layne (1991–1995)
- Benin
  - Staats- und Regierungschef: Präsident Nicéphore Soglo (1991–1996) (1990–1991 Ministerpräsident)
- Botswana
  - Staats- und Regierungschef: Präsident Quett Masire (1980–1998)
- Burkina Faso
  - Staatsoberhaupt: Präsident Blaise Compaoré (1987–2014)
  - Regierungschef:
    - Ministerpräsident Youssouf Ouédraogo (1992–22. März 1994)
    - Ministerpräsident Roch Marc Kaboré (22. März 1994–1996)
- Burundi
  - Staatsoberhaupt:
    - Premierministerin Sylvie Kinigi (1993–5. Februar 1994) (kommissarisch)
    - Präsident Cyprien Ntaryamira (5. Februar 1994–6. April 1994)
    - Präsident Sylvestre Ntibantunganya (6. April 1994–1996) (bis 1. Oktober 1994 kommissarisch)

  - Regierungschef:
    - Premierministerin Sylvie Kinigi (1993–7. Februar 1994)
    - Premierminister Anatole Kanyenkiko (7. Februar 1994–1995)
- Dschibuti
  - Staatsoberhaupt: Präsident Hassan Gouled Aptidon (1977–1999) (1977 Ministerpräsident)
  - Regierungschef: Ministerpräsident Barkat Gourad Hamadou (1978–2001)
- Elfenbeinküste
  - Staatsoberhaupt: Präsident Henri Konan Bédié (1993–1999)
  - Regierungschef: Premierminister Daniel Kablan Duncan (1993–1999, 2012–2017)
- Eritrea
  - Staats- und Regierungschef: Präsident Isayas Afewerki (seit 1993)
- Gabun
  - Staatsoberhaupt: Präsident Omar Bongo (1967–2009)
  - Regierungschef:
    - Ministerpräsident Casimir Oyé-Mba (1990–2. November 1994)
    - Ministerpräsident Paulin Obame Nguema (2. November 1994–1999)
- Gambia
  - Staats- und Regierungschef:
    - Präsident Dawda Jawara (1970–22. Juli 1994) (1965–1970 Ministerpräsident)
    - Vorsitzender des Provisorischen Regierungsrats der Armee Yahya Jammeh (22. Juli 1994–2017) (ab 1996 Präsident)
- Ghana
  - Staats- und Regierungschef: Präsident Jerry Rawlings (1979, 1981–2001) (bis 1993 Vorsitzender des provisorischen Nationalen Verteidigungsrats)
- Guinea
  - Staats- und Regierungschef: Präsident Lansana Conté (1984–2008)
- Guinea-Bissau
  - Staatsoberhaupt: Präsident João Bernardo Vieira (1980–1984, 1984–1999, 2005–2009) (1978–1980 Ministerpräsident)
  - Regierungschef:
    - Premierminister Carlos Correia (1991–26. Oktober 1994, 1997–1998, 2008–2009, 2015–2016)
    - Premierminister Manuel Saturnino da Costa (26. Oktober 1994–1997)
- Kamerun
  - Staatsoberhaupt: Präsident Paul Biya (seit 1982)
  - Regierungschef: Premierminister Simon Achidi Achu (1992–1996)
- Kap Verde
  - Staatsoberhaupt: Präsident António Monteiro (1991–2001)
  - Regierungschef: Premierminister Carlos Veiga (1991–2000)
- Kenia
  - Staats- und Regierungschef: Präsident Daniel arap Moi (1978–2002)
- Komoren
  - Staatsoberhaupt: Präsident Said Mohamed Djohar (1989–1995, 1996)
  - Regierungschef:
    - Ministerpräsident Ahmed Ben Cheikh Attoumane (1993–2. Januar 1994)
    - Ministerpräsident Mohamed Abdou Madi (2. Januar 1994–14. Oktober 1994)
    - Ministerpräsident Halifa Houmadi (14. Oktober 1994–1995)
- Republik Kongo (1960–1970 Kongo-Brazzaville; 1970–1992 Volksrepublik Kongo)
  - Staatsoberhaupt: Präsident Pascal Lissouba (1992–1997) (1963–1966 Ministerpräsident)
  - Regierungschef: Ministerpräsident Joachim Yhombi-Opango (1993–1996) (1977–1979 Präsident)
- Lesotho
  - Staatsoberhaupt: König Letsie III. (1990–1995, seit 1996)
  - Regierungschef:
    - Premierminister Ntsu Mokhehle (1993–17. August 1994, 1994–1998)
    - Ministerpräsident Hae Phoofolo (19. August 1994–13. September 1994) (kommissarisch)
    - Ministerpräsident Ntsu Mokhehle (1993–1994, 14. September 1994–1998)
- Liberia
  - Staats- und Regierungschef:
    - Präsident der Übergangsregierung der Nationalen Einheit Amos Sawyer (1990–7. März 1994)
    - Vorsitzender des Staatsrats David D. Kpormakpor (7. März 1994–1995)
- Libyen
  - Revolutionsführer: Muammar al-Gaddafi (1969–2011) (1969–1979 Generalsekretär des Allgemeinen Volkskongresses)
  - Staatsoberhaupt: Generalsekretär des Allgemeinen Volkskongresses Zantani Muhammad az-Zantani (1992–2008)
  - Regierungschef:
    - Generalsekretär des Allgemeinen Volkskomitees Abu Zaid Umar Durda (1990–29. Januar 1994)
    - Generalsekretär des Allgemeinen Volkskomitees Abd al-Madschid al-Qaʿud (29. Januar 1994–1997)
- Madagaskar
  - Staatsoberhaupt: Präsident Albert Zafy (1993–1996)
  - Regierungschef: PremierministerFrancisque Ravony (1993–1995)
- Malawi
  - Staats- und Regierungschef:
    - Präsident Hastings Kamuzu Banda (1966–21. Mai 1994) (1964–1966 Ministerpräsident)
    - Präsident Bakili Muluzi (21. Mai 1994–2004)
- Mali
  - Staatsoberhaupt: Präsident Alpha Oumar Konaré (1992–2002)
  - Regierungschef:
    - Premierminister Abdoulaye Sékou Sow (1993–4. Februar 1994)
    - Premierminister Ibrahim Boubacar Keïta (4. Februar 1994–2000)
- Marokko
  - Staatsoberhaupt: König Hassan II. (1961–1999)
  - Regierungschef:
    - Premierminister Mohammed Karim Lamrani (1971–1972, 1983–1986, 1992–25. Mai 1994)
    - Premierminister Abdellatif Filali (25. Mai 1994–1998)
- Mauretanien
  - Staatsoberhaupt: Präsident Maaouya Ould Sid’Ahmed Taya (1984–2005) (1981–1984, 1984–1992 Ministerpräsident)
  - Regierungschef: Premierminister Sidi Mohamed Ould Boubacar (1992–1996, 1998–2003)
- Mauritius
  - Staatsoberhaupt: Präsident Cassam Uteem (1992–2002)
  - Regierungschef: Ministerpräsident Anerood Jugnauth (1982–1995, 2000–2003, 2014–2017) (2003–2012 Präsident)
- Mosambik
  - Staatsoberhaupt: Präsident Joaquim Alberto Chissano (1986–2005)
  - Regierungschef:
    - Premierminister Mário Fernandes da Graça Machungo (1986–16. Dezember 1994)
    - Ministerpräsident Pascoal Mocumbi (16. Dezember 1994–2004)
- Namibia
  - Staatsoberhaupt: Präsident Sam Nujoma (1990–2005)
  - Regierungschef: Ministerpräsident Hage Geingob (1990–2002, 2012–2015) (2015–2024 Präsident)
- Niger
  - Staatsoberhaupt: Präsident des Obersten Militärrats Mahamane Ousmane (1993–1996)
  - Regierungschef:
    - Premierminister Mahamadou Issoufou (1993–28. September 1994) (seit 2011 Präsident)
    - Premierminister Souley Abdoulaye (28. September 1994–1995)
- Nigeria
  - Staats- und Regierungschef: Vorsitzender des Provisorischen Regierungsrats Sani Abacha (1993–1998)
- Ruanda
  - Staatsoberhaupt:
    - Präsident Juvénal Habyarimana (1973–6. April 1994)
    - Präsident Théodore Sindikubwabo (9. April 1994 – 19. Juli 1994) (kommissarisch)
    - Präsident Pasteur Bizimungu (19. Juli 1994–2000)

  - Regierungschef:
    - Premierministerin Agathe Uwilingiyimana (1993–7. April 1994)
    - Premierminister Jean Kambanda (9. April 1994–19. Juli 1994)
    - Premierminister Faustin Twagiramungu (19. Juli 1994–1995)
- Sambia
  - Staats- und Regierungschef: Präsident Frederick Chiluba (1991–2002)
- São Tomé und Príncipe
  - Staatsoberhaupt: Präsident Miguel Trovoada (1991–1995, 1995–2001) (1975–1979 Premierminister)
  - Regierungschef:
    - Premierminister Norberto d’Alva Costa Alegre (1992–2. Juli 1994)
    - Premierminister Evaristo Carvalho (7. Juli 1994–25. Oktober 1994, 2001–2002)
    - Premierminister Carlos da Graça (25. Oktober 1994–1995)
- Senegal
  - Staatsoberhaupt: Präsident Abdou Diouf (1981–2000) (1970–1980 Ministerpräsident)
  - Regierungschef: Premierminister Habib Thiam (1981–1983, 1991–1998)
- Seychellen
  - Staats- und Regierungschef: Präsident France-Albert René (1977–2004) (1976–1977 Ministerpräsident)
- Sierra Leone
  - Staatsoberhaupt: Vorsitzender des Obersten Staatsrats Valentine Strasser (1992–1996)
  - Regierungschef: Vorsitzender des Rats der Staatssekretäre Julius Maada Bio (1993–1995) (1996 Vorsitzender des Obersten Staatsrats)
- Simbabwe
  - Staats- und Regierungschef: Präsident Robert Mugabe (1987–2017) (1980–1987 Premierminister)
- Somalia
  - Staats- und Regierungschef: Präsident Ali Mahdi Mohammed (1991–1997)
    - Somaliland (international nicht anerkannt)
      - Staats- und Regierungschef: Präsident Mohammed Haji Ibrahim Egal (1993–2002) (1967–1969 Ministerpräsident von Somalia)
- Südafrika
  - Staats- und Regierungschef:
    - Präsident Frederik Willem de Klerk (1989–10. Mai 1994)
    - Präsident Nelson Mandela (10. Mai 1994–1999)
- Sudan
  - Staats- und Regierungschef: Präsident Umar al-Baschir (1989–2019)
- Swasiland
  - Staatsoberhaupt: König Mswati III. (seit 1986)
  - Regierungschef: Premierminister Jameson Mbilini Dlamini (1993–1996)
- Tansania
  - Staatsoberhaupt: Präsident Ali Hassan Mwinyi (1985–1995)
  - Regierungschef:
    - Premierminister John Malecela (1990–7. Dezember 1994)
    - Premierminister Cleopa David Msuya (1980–1983, 7. Dezember 1994–1995)
- Togo
  - Staatsoberhaupt: Präsident Gnassingbé Eyadéma (1967–2005)
  - Regierungschef:
    - Premierminister Joseph Kokou Koffigoh (1991–23. April 1994)
    - Premierminister Edem Kodjo (23. April 1994–1996, 2005–2006)
- Tschad
  - Staatsoberhaupt: Präsident Idriss Déby (1990–2021)
  - Regierungschef: Premierminister Delwa Kassiré Koumakoye (1993–1995, 2007–2008)
- Tunesien
  - Staatsoberhaupt: Präsident Zine el-Abidine Ben Ali (1987–2011) (1987 Ministerpräsident)
  - Regierungschef: Ministerpräsident Hamed Karoui (1989–1999)
- Uganda
  - Staatsoberhaupt: Präsident Yoweri Museveni (seit 1986)
  - Regierungschef:
    - Premierminister George Cosmas Adyebo (1991–18. November 1994)
    - Premierminister Kintu Musoke (18. November 1994–1999)
- Westsahara (umstritten)
  - Staatsoberhaupt: Präsident Mohamed Abdelaziz (1976–2016) (im Exil)
  - Regierungschef: Ministerpräsident Bouchraya Hammoudi Beyoun (1993–1995, 1999–2003, seit 2020) (im Exil)
- Zaïre (bis 1964 Kongo-Léopoldville, 1964–1971, seit 1997 Demokratische Republik Kongo)
  - Staatsoberhaupt: Präsident Mobutu Sese Seko (1965–1997)
  - Regierungschef:
    - Ministerpräsident Faustin Birindwa (1993–14. Januar 1994)
    - Ministerpräsident Kengo Wa Dondo (9182–19865, 1988–1990, 6. Juli 1994–1997)
- Zentralafrikanische Republik
  - Staatsoberhaupt: Präsident Ange-Félix Patassé (1993–2003) (1976–1978 Premierminister)
  - Regierungschef: Premierminister Jean-Luc Mandaba (1993–1995)

## Amerika

### Nordamerika
- Kanada
  - Staatsoberhaupt: Königin Elisabeth II. (1952–2022)
    - Generalgouverneur: Ray Hnatyshyn (1990–1995)

  - Regierungschef: Premierminister Jean Chrétien (1993–2003)
- Mexiko
  - Staats- und Regierungschef:
    - Präsident Carlos Salinas de Gortari (1988–30. November 1994)
    - Präsident Ernesto Zedillo (1. Dezember 1994–2000)
- Vereinigte Staaten von Amerika
  - Staats- und Regierungschef: Präsident Bill Clinton (1993–2001)

### Mittelamerika
- Antigua und Barbuda
  - Staatsoberhaupt: Königin Elisabeth II. (1981–2022)
    - Generalgouverneur James Carlisle (1993–2007)

  - Regierungschef:
    - Premierminister Vere Cornwall Bird (1981–9. März 1994)
    - Premierminister Lester Bird (9. März 1994–2004)
- Bahamas
  - Staatsoberhaupt: Königin Elisabeth II. (1973–2022)
    - Generalgouverneur: Clifford Darling (1992–1995)

  - Regierungschef: Premierminister Hubert Ingraham (1992–2002, 2007–2012)
- Barbados
  - Staatsoberhaupt: Königin Elisabeth II. (1966–2021)
    - Generalgouverneurin: Nita Barrow (1990–1995)

  - Regierungschef:
    - Premierminister Lloyd Erskine Sandiford (1987–7. September 1994)
    - Premierminister Owen Arthur (7. September 1994–2008)
- Belize
  - Staatsoberhaupt: Königin Elisabeth II. (1981–2022)
    - Generalgouverneur: Colville Young (1993–2021)

  - Regierungschef: Premierminister Manuel Esquivel (1984–1989, 1993–1998)
- Costa Rica
  - Staats- und Regierungschef:
    - Präsident Rafael Ángel Calderón Fournier (1990–8. Mai 1994)
    - Präsident José María Figueres Olsen (8. Mai 1994–1998)
- Dominica
  - Staatsoberhaupt: Präsident Crispin Sorhaindo (1993–1998)
  - Regierungschef: Premierministerin Eugenia Charles (1980–1995)
- Dominikanische Republik
  - Staats- und Regierungschef: Präsident Joaquín Balaguer (1960–1962, 1966–1978, 1986–1996)
- El Salvador
  - Staats- und Regierungschef:
    - Präsident Alfredo Cristiani Burkard (1989–1. Juni 1994)
    - Präsident Armando Calderón Sol (1. Juni 1994–1999)
- Grenada
  - Staatsoberhaupt: Königin Elisabeth II. (1974–2022)
    - Generalgouverneur: Reginald Palme (1992–1996)

  - Regierungschef: Premierminister Nicholas Brathwaite (1983–1984, 1990–1995)
- Guatemala
  - Staats- und Regierungschef: Präsident Ramiro de León Carpio (1993–1996)
- Haiti
  - Staatsoberhaupt:
    - Präsident Jean-Bertrand Aristide (1991, 1993–12. März 1994, 1994–1996, 2001–2004)
    - Präsident Émile Jonassaint (12. März 1994–12. Oktober 1994)
    - Präsident Jean-Bertrand Aristide (1991, 1993–1994, 12. Oktober 1994–1996, 2001–2004)

  - Regierungschef:
    - Premierminister Robert Malval (1993–8. November 1994)
    - Premierminister Smarck Michel (8. November 1994–1995)
- Honduras
  - Staats- und Regierungschef:
    - Präsident Rafael Leonardo Callejas (1990–27. Januar 1994)
    - Präsident Carlos Roberto Reina (27. Januar 1994–1998)
- Jamaika
  - Staatsoberhaupt: Königin Elisabeth II. (1962–2022)
    - Generalgouverneur: Howard Cooke (1991–2006)

  - Regierungschef: Premierminister Percival J. Patterson (1992–2006)
- Kuba
  - Staatsoberhaupt und Regierungschef: Präsident des Staatsrats und des Ministerrats Fidel Castro (1976–2008) (1959–1976 Ministerpräsident)
- Nicaragua
  - Staats- und Regierungschef: Präsidentin Violeta Barrios de Chamorro (1990–1997) (1979–1980 Mitglied der Regierungsjunta des nationalen Wiederaufbaus)
- Panama
  - Staats- und Regierungschef:
    - Präsident Guillermo Endara Galimany (1989–1. September 1994)
    - Präsident Ernesto Pérez Balladares (1. September 1994–1999)
- St. Kitts und Nevis
  - Staatsoberhaupt: Königin Elisabeth II. (1983–2022)
    - Generalgouverneur: Clement Athelston Arrindell (1983–1995)

  - Regierungschef: Premierminister Kennedy Simmonds (1983–1995)
- St. Lucia
  - Staatsoberhaupt: Königin Elisabeth II. (1979–2022)
    - Generalgouverneur: Stanislaus A. James (1988–1996)

  - Regierungschef: Premierminister John Compton (1982–1996, 2006–2007)
- St. Vincent und die Grenadinen
  - Staatsoberhaupt: Königin Elisabeth II. (1979–2022)
    - Generalgouverneur: David Jack (1989–1996)

  - Regierungschef: Premierminister James Fitz-Allen Mitchell (1984–2000)
- Trinidad und Tobago
  - Staatsoberhaupt: Präsident Noor Hassanali (1987–1997)
  - Regierungschef: Ministerpräsident Patrick Manning (1991–1995, 2001–2010)

### Südamerika
- Argentinien
  - Staats- und Regierungschef: Präsident Carlos Menem (1989–1999)
- Bolivien
  - Staats- und Regierungschef: Präsident Gonzalo Sánchez de Lozada (1993–1997, 2002–2003)
- Brasilien
  - Staats- und Regierungschef: Präsident Itamar Franco (1992–1995)
- Chile
  - Staats- und Regierungschef:
    - Präsident Patricio Aylwin (1990–11. März 1994)
    - Präsident Eduardo Frei Ruiz-Tagle (11. März 1994–2000)
- Ecuador
  - Staats- und Regierungschef: Präsident Sixto Durán Ballén (1992–1996)
- Guyana
  - Staatsoberhaupt: Präsident Cheddi Jagan (1992–1997)
  - Regierungschef: Ministerpräsident Sam Hinds (1992–1997, 1997–1999, 1999–2015) (1997 Präsident)
- Kolumbien
  - Staats- und Regierungschef:
    - Präsident César Gaviria (1990–7. August 1994)
    - Präsident Ernesto Samper (7. August 1994–1998)
- Paraguay
  - Staats- und Regierungschef: Präsident Juan Carlos Wasmosy (1993–1998)
- Peru
  - Staatsoberhaupt: Präsident Alberto Fujimori (1990–2000)
  - Regierungschef:
    - Ministerpräsident Alfonso Bustamante y Bustamante (1993–17. Februar 1994)
    - Ministerpräsident Efraín Goldenberg Schreiber (17. Februar 1994–1995)
- Suriname
  - Staatschef: Präsident Ronald Venetiaan (1991–1996, 2000–2010)
  - Regierungschef: Vizepräsident Jules Ratankumar Ajodhia (1991–1996, 2000–2005)
- Uruguay
  - Staats- und Regierungschef: Präsident Luis Alberto Lacalle (1990–1995)
- Venezuela
  - Staats- und Regierungschef:
    - Präsident Ramón José Velásquez (1993–2. Februar 1994)
    - Präsident Rafael Caldera (1969–1974, 2. Februar 1994–1999)

## Asien

### Ost-, Süd- und Südostasien
- Bangladesch
  - Staatsoberhaupt: Präsident Abdur Rahman Biswas (1991–1996)
  - Regierungschef: Premierministerin Khaleda Zia (1991–1996, 2001–2006)
- Bhutan
  - Staats- und Regierungschef: König Jigme Singye Wangchuck (1972–2006)
- Brunei
  - Staats- und Regierungschef: Sultan Hassanal Bolkiah (seit 1967)
- Republik China (Taiwan)
  - Staatsoberhaupt: Präsident Lee Teng-hui (1988–2000)
  - Regierungschef: Ministerpräsident Lien Chan (1993–1997)
- Volksrepublik China
  - Staatsoberhaupt: Präsident Jiang Zemin (1993–2003)
  - Regierungschef: Ministerpräsident Li Peng (1987–1998)
- Indien
  - Staatsoberhaupt: Präsident Shankar Dayal Sharma (1992–1997)
  - Regierungschef: Premierminister P. V. Narasimha Rao (1991–1996)
- Indonesien
  - Staats- und Regierungschef: Präsident Suharto (1967–1998)
- Japan
  - Staatsoberhaupt: Kaiser Akihito (1989–2019)
  - Regierungschef:
    - Premierminister Morihiro Hosokawa (1993–25. April 1994)
    - Premierminister Tsutomu Hata (25. April 1994–29. Juni 1994)
    - Premierminister Murayama Tomiichi (29. Juni 1994–1996)
- Kambodscha
  - Staatsoberhaupt: König Norodom Sihanouk (1941–1955, 1993–2004) (1960–1970, 1975–1976, 1991–1993 Präsident)
  - Regierungschef: Premierminister Hun Sen (1985–2023)
- Nordkorea
  - Vorsitzender der Nationalen Verteidigungskommission:
    - Kim Il-sung (1948–8. Juli 1994)
    - Kim Jong-il (8. Juli 1994–2011)

  - Vorsitzender des Präsidiums der Obersten Volksversammlung:
    - Kim Il-sung (1972–8. Juli 1994)
    - Yang Hyong-sop (8. Juli 1994–1998)

  - Regierungschef: Ministerpräsident Kang Song-san (1984–1986, 1992–1997)
- Südkorea
  - Staatsoberhaupt: Präsident Kim Young-sam (1993–1998)
  - Regierungschef:
    - Ministerpräsident Lee Hoi-chang (1993–22. April 1994)
    - Ministerpräsident Lee Yeong-duk (29. April 1994–17. Dezember 1994)
    - Ministerpräsident Lee Hong-koo (17. Dezember 1994–1995)
- Laos
  - Staatsoberhaupt: Präsident Nouhak Phoumsavanh (1992–1998)
  - Regierungschef: Premierminister Khamtay Siphandone (1991–1998)
- Malaysia
  - Staatsoberhaupt:
    - Oberster Herrscher Azlan Shah (1989–25. April 1994)
    - Oberster Herrscher Tuanku Jaafar (26. April 1994–1999)

  - Regierungschef: Premierminister Mahathir bin Mohamad (1981–2003, 2018–2020)
- Malediven
  - Staats- und Regierungschef: Präsident Maumoon Abdul Gayoom (1978–2008)
- Myanmar
  - Staatsoberhaupt: Vorsitzender des Staatsrats für Frieden und Entwicklung Than Shwe (1992–2011) (1992–2003 Ministerpräsident)
  - Regierungschef: Ministerpräsident Than Shwe (1992–2003) (1992–2011 Vorsitzender des Staatsrats für Frieden und Entwicklung)
- Nepal
  - Staatsoberhaupt: König Birendra (1972–2001)
  - Regierungschef:
    - Ministerpräsident Girija Prasad Koirala (1991–30. November 1994, 1998–1999, 2000–2001, 2006–2008)
    - Ministerpräsident Man Mohan Adhikari (30. November 1994–1995)
- Pakistan
  - Staatsoberhaupt: Präsident Faruk Ahmad Khan Leghari (1993–1997)
  - Regierungschef: Ministerpräsidentin Benazir Bhutto (1988–1990, 1993–1996)
- Philippinen
  - Staats- und Regierungschef: Präsident Fidel Ramos (1992–1998)
- Singapur
  - Staatsoberhaupt: Präsident Ong Teng Cheong (1993–1999)
  - Regierungschef: Premierminister Goh Chok Tong (1990–2004)
- Sri Lanka
  - Staatsoberhaupt:
    - Präsident Dingiri Banda Wijetunga (1993–12. November 1994) (1989–1993 Premierminister)
    - Präsidentin Chandrika Kumaratunga (12. November 1994–2005) (1994 Premierministerin)

  - Regierungschef:
    - Premierminister Ranil Wickremesinghe (1993–19. August 1994, 2001–2004, 2015–2018, 2018–2019, 2022) (2022–2024 Präsident)
    - Premierministerin Chandrika Kumaratunga (19. August 1994–14. November 1994) (1994–2005 Präsidentin)
    - Premierministerin Sirimavo Bandaranaike (1960–1965, 1970–1977, 14. November 1994–2000)
- Thailand
  - Staatsoberhaupt: König Rama IX. Bhumibol Adulyadej (1946–2016)
  - Regierungschef: Ministerpräsident Chuan Leekpai (1992–1995, 1997–2001)
- Vietnam
  - Staatsoberhaupt: Präsident Lê Đức Anh (1992–1997)
  - Regierungschef: Premierminister Võ Văn Kiệt (1988, 1991–1997) (bis 1992 Vorsitzender des Ministerrats)

### Vorderasien
- Armenien
  - Staatsoberhaupt: Präsident Lewon Ter-Petrosjan (1991–1998)
  - Regierungschef: Ministerpräsident Hrant Bagratjan (1991–1992, 1993–1996)
- Aserbaidschan
  - Staatsoberhaupt: Präsident Heidar Alijew (1993–2003)
  - Regierungschef:
    - Ministerpräsident Surat Husseinow (1993–6. Oktober 1994)
    - Ministerpräsident Fuad Gulijew (6. Oktober 1994–1996)

  - Bergkarabach (international nicht anerkannt)
    - Staatsoberhaupt:
      - Parlamentspräsident Garen Baburjan (1993–29. Dezember 1994) (kommissarisch)
      - Präsident Robert Kotscharjan (1994–1997) (1992–1994 Ministerpräsident von Bergkarabach, 1997–1998, 2000 Ministerpräsident von Armenien, 1998–2008 Präsident von Armenien)

    - Regierungschef:
      - Ministerpräsident Robert Kotscharjan (1992–Dezember 1994) (1994–1997 Präsident von Bergkarabach, 1997–1998, 2000 Ministerpräsident von Armenien, 1998–2008 Präsident von Armenien)
      - Ministerpräsident Leonard Petrosjan (Dezember 1994–1998)
- Bahrain
  - Staatsoberhaupt: Emir Isa II. (1971–1999)
  - Regierungschef: Ministerpräsident Chalifa ibn Salman Al Chalifa (1971–2020)
- Georgien
  - Staatsoberhaupt: Präsident Eduard Schewardnadse (1992–2003)
  - Regierungschef: Ministerpräsident Otar Pazazia (1993–1995)
  - Abchasien (international nicht anerkannt)
    - Staatsoberhaupt: Präsident Wladislaw Ardsinba (1992–2005)
    - Regierungschef: Ministerpräsident Sokrat Dschindscholija (1993–1994)

  - Südossetien (international nicht anerkannt)
    - Staatsoberhaupt: Parlamentspräsident Ludwig Tschibirow (1993–2001)
    - Regierungschef:
      - Ministerpräsident Gerassim Chugajew (1993–Mai 1994, 2001–2003)
      - Ministerpräsident Eduard Gassijew (Mai 1994–August 1994)
      - Ministerpräsident Wladislaw Gabarajew (August 1994–1996)
- Irak
  - Staatsoberhaupt: Präsident Saddam Hussein (1979–2003) (1979–1991, 1994–2003 Ministerpräsident)
  - Regierungschef:
    - Ministerpräsident Ahmad Hussain Chudair as-Sammara´i (1993–29. Mai 1994)
    - Ministerpräsident Saddam Hussein (1979–1991, 29. Mai 1994–2003) (1979–2003 Präsident)
- Iran
  - Religiöses Oberhaupt: Oberster Rechtsgelehrter Ali Chamene’i (seit 1989) (1981–1989 Ministerpräsident)
  - Staatsoberhaupt: Präsident Akbar Hāschemi Rafsandschāni (1989–1997)
- Israel
  - Staatsoberhaupt: Präsident Ezer Weizmann (1993–2002)
  - Regierungschef: Ministerpräsident Jitzchak Rabin (1974–1977, 1992–1995)
- Jemen
  - Staatsoberhaupt: Vorsitzender des Präsidialrates Ali Abdullah Salih (1990–2012) (ab 1994 Präsident) (1978–1990 Präsident des Nordjemen)
  - Regierungschef:
    - Ministerpräsident Haidar Abu Bakr al-Attas (1990–9. Mai 1994) (1985–1986 Ministerpräsident des Südjemen; 1986–1990 Präsident des Südjemen)
    - Ministerpräsident Muhammad Said al-Attar (9. Mai 1994–6. Oktober 1994) (kommissarisch)
    - Ministerpräsident Abd al-Aziz Abd al-Ghani (6. Oktober 1994–1997) (1975–1980, 1983–1990 Ministerpräsident des Nordjemen)

  - Demokratische Republik Jemen (21. Mai 1994–7. Juli 1994, international nicht anerkannt)
    - Präsident: Ali Salim al-Baidh (21. Mai 1994–7. Juli 1994)
    - Ministerpräsident: Haidar Abu Bakr al-Attas (21. Mai 1994–7. Juli 1994) (1985–1986 Ministerpräsident des Südjemen; 1986–1990 Präsident des Südjemen; 1990–1994 Ministerpräsident des Jemen)
- Jordanien
  - Staatsoberhaupt: König Hussein (1952–1999)
  - Regierungschef: Ministerpräsident Abdelsalam al-Majali (1993–1995, 1997–1998)
- Katar
  - Staats- und Regierungschef: Emir Chalifa bin Hamad Al Thani (1972–1995)
- Kuwait
  - Staatsoberhaupt: Emir Dschabir III. (1977–2006) (1962–1963, 1965–1978 Ministerpräsident)
  - Regierungschef: Ministerpräsident Sa'ad al-Abdallah as-Salim as-Sabah (1978–2003) (2006 Emir)
- Libanon
  - Staatsoberhaupt: Präsident Élias Hrawi (1989–1998)
  - Regierungschef: Ministerpräsident Rafiq al-Hariri (1992–1998, 2000–2004)
- Oman
  - Staats- und Regierungschef: Sultan Qabus ibn Said (1970–2020)
- Palästinensische Autonomiegebiete (seit 5. Juli 1994 autonom)
  - Präsident: Jassir Arafat (5. Juli 1994–2004)
- Saudi-Arabien
  - Staats- und Regierungschef: König Fahd ibn Abd al-Aziz (1982–2005)
- Syrien
  - Staatsoberhaupt: Präsident Hafiz al-Assad (1971–2000) (1970–1971 Ministerpräsident)
  - Regierungschef: Ministerpräsident Mahmud Zuabi (1987–2000)
- Türkei
  - Staatsoberhaupt: Präsident Süleyman Demirel (1993–2000) (1965–1971, 1975–1977, 1977–1978, 1979–1980, 1991–1993 Ministerpräsident)
  - Regierungschef: Ministerpräsidentin Tansu Çiller (1993–1996)
- Vereinigte Arabische Emirate
  - Staatsoberhaupt: Präsident Zayid bin Sultan Al Nahyan (1971–2004) (1966–2004 Emir von Abu Dhabi)
  - Regierungschef: Ministerpräsident Maktum bin Raschid Al Maktum (1971–1979, 1990–2006) (1990–2006 Emir von Dubai)

### Zentralasien
- Afghanistan
  - Staatsoberhaupt: Vorsitzender des Islamischen Rats Burhānuddin Rabbāni (1992–1996)
  - Regierungschef:
    - Ministerpräsident Gulbuddin Hekmatyār (1993–28. Juni 1994, 1996)
    - Ministerpräsident Arsala Rahmani (November 1994–1995) (kommissarisch)
- Kasachstan
  - Staatsoberhaupt: Präsident Nursultan Nasarbajew (1991–2019)
  - Regierungschef:
    - Ministerpräsident Sergei Tereschtschenko (1991–12. Oktober 1994)
    - Ministerpräsident Akeschan Kaschegeldin (12. Oktober 1994–1997)
- Kirgisistan
  - Staatsoberhaupt: Präsident Askar Akajew (1991–2005)
  - Regierungschef: Ministerpräsident Apas Dschumagulow (1993–1998)
- Mongolei
  - Staatsoberhaupt: Präsident Punsalmaagiin Otschirbat (1990–1997)
  - Regierungschef: Ministerpräsident Puntsagiin Dschasrai (1992–1996)
- Tadschikistan
  - Staatsoberhaupt: Präsident Emomalij Rahmon (seit 1992)
  - Regierungschef:
    - Ministerpräsident Abduschalil Samadow (1993–2. Dezember 1994)
    - Ministerpräsident Dschamsched Karimow (2. Dezember 1994–1996)
- Turkmenistan
  - Staats- und Regierungschef: Präsident Saparmyrat Nyýazow (1991–2006)
- Usbekistan
  - Staatsoberhaupt: Präsident Islom Karimov (1991–2016)
  - Regierungschef: Ministerpräsident Abdulhoshim Mutalov (1992–1995)

## Australien und Ozeanien
- Australien
  - Staatsoberhaupt: Königin Elisabeth II. (1952–2022)
    - Generalgouverneur: Bill Hayden (1989–1996)

  - Regierungschef: Premierminister Paul Keating (1991–1996)
- Cookinseln (unabhängiger Staat in freier Assoziierung mit Neuseeland)
  - Staatsoberhaupt: Königin Elisabeth II. (1965–2022)
    - Queen’s Representative: Apenera Short (1990–2000)

  - Regierungschef: Premierminister Geoffrey Henry (1983, 1989–1999)
- Fidschi
  - Staatsoberhaupt: Präsident Kamisese Mara (1993–2000) (Premierminister 1970–1987, 1987–1992)
  - Regierungschef: Premierminister Sitiveni Rabuka (1992–1999, seit 2022) (1987 Staatsoberhaupt)
- Kiribati
  - Staats- und Regierungschef:
    - Präsident Teatao Teannaki (1991–24. Mai 1994)
    - Vorsitzender des Staatsrats Tekiree Tamuera (24. Mai 1994–28. Mai 1994)
    - Vorsitzender des Staatsrats Ata Teaotai (28. Mai 1994–1. Oktober 1994)
    - Präsident Teburoro Tito (1. Oktober 1994–2003)
- Marshallinseln
  - Staats- und Regierungschef: Präsident Amata Kabua (1986–1996)
- Mikronesien
  - Staats- und Regierungschef: Präsident Bailey Olter (1991–1997)
- Nauru
  - Staats- und Regierungschef: Präsident Bernard Dowiyogo (1976–1978, 1989–1995, 1996, 1998–1999, 2000–2001, 2003, 2003)
- Neuseeland
  - Staatsoberhaupt: Königin Elisabeth II. (1952–2022)
    - Generalgouverneurin: Catherine Tizard (1990–1996)

  - Regierungschef: Premierminister Jim Bolger (1990–1997)
- Niue (unabhängiger Staat in freier Assoziierung mit Neuseeland)
  - Staatsoberhaupt: Königin Elisabeth II. (1974–2022)
    - Queen’s Representative: Generalgouverneur von Neuseeland

  - Regierungschef: Premierminister Frank Lui (1993–1999)
- Palau (seit 1. Oktober 1994 unabhängig)
  - Staats- und Regierungschef: Präsident Kuniwo Nakamura (1. Oktober 1994–2000)
- Papua-Neuguinea
  - Staatsoberhaupt: Königin Elisabeth II. (1975–2022)
    - Generalgouverneur: Wiwa Korowi (1991–1997)

  - Regierungschef:
    - Premierminister Paias Wingti (1985–1988, 1992–30. August 1994)
    - Premierminister Julius Chan (1980–1982, 30. August 1994–1997)
- Salomonen
  - Staatsoberhaupt: Königin Elisabeth II. (1978–2022)
    - Generalgouverneur:
      - George Lepping (1988–7. Juli 1994)
      - Moses Pitakaka (7. Juli 1994–1999)

  - Regierungschef:
    - Premierminister Francis Billy Hilly (1993–7. November 1994)
    - Premierminister Solomon Mamaloni (1981–1984, 1989–1993, 7. November 1994–1997)
- Tonga
  - Staatsoberhaupt: König Taufaʻahau Tupou IV. (1970–2006)
  - Regierungschef: Premierminister Baron Vaea (1991–2000)
- Tuvalu
  - Staatsoberhaupt: Königin Elisabeth II. (1978–2022)
    - Generalgouverneur:
      - Tomu Sione (1993–21. Juni 1994)
      - Tulaga Manuella (21. Juni 1994–1998)

  - Regierungschef: Premierminister Kamuta Latasi (1993–1996)
- Vanuatu
  - Staatsoberhaupt:
    - Präsident Frederick Karlomuana Timakata (1984, 1989–30. Januar 1994)
    - Sprecher des Parlaments Alfred Maseng Nalo (30. Januar 1994–2. März 1994, 2004) (kommissarisch)
    - Präsident Jean-Marie Manatawai (2. März 1994–1999)

  - Regierungschef: Premierminister Maxime Carlot Korman (1991–1995, 1996)
- Westsamoa (heute Samoa)
  - Staatsoberhaupt: O le Ao o le Malo Tanumafili II. (1962–2007)
  - Regierungschef: Premierminister Tofilau Eti Alesana (1982–1985, 1988–1998)

## Europa
- Albanien
  - Staatsoberhaupt: Präsident Sali Berisha (1992–1997) (2005–2013 Ministerpräsident)
  - Regierungschef: Ministerpräsident Aleksandër Meksi (1992–1997)
- Andorra
  - Co-Fürsten:
    - Staatspräsident von Frankreich François Mitterrand (1981–1995)
      - Persönlicher Repräsentant: Jean-Yves Caullet (1993–1997)

    - Bischof von Urgell Joan Martí Alanís (1971–2003)
      - Persönlicher Repräsentant: Nemesi Marquès i Oste (1993–2010)

  - Regierungschef:
    - Regierungspräsident Òscar Ribas Reig (1982–1984, 1990–7. Dezember 1994)
    - Regierungspräsident Marc Forné Molné (7. Dezember 1994–2005)
- Belarus
  - Staatsoberhaupt:
    - Vorsitzender des Obersten Sowjets Stanislau Schuschkewitsch (1991–26. Januar 1994)
    - Vorsitzender des Obersten Sowjets Metschyslau Hryb (28. Januar 1994–20. Juli 1994)
    - Präsident Aljaksandr Lukaschenka (seit 20. Juli 1994)

  - Regierungschef:
    - Ministerpräsident Wjatschaslau Kebitsch (1991–21. Juli 1994)
    - Ministerpräsident Michail Tschyhir (21. Juli 1994–1996)
- Belgien
  - Staatsoberhaupt: König Albert II. (1993–2013)
  - Regierungschef: Ministerpräsident Jean-Luc Dehaene (1992–1999)
- Bosnien und Herzegowina
  - Staatsoberhaupt: Präsident: Alija Izetbegović (1992–1998, 2000) (ab 1996 Vorsitzender des Staatspräsidiums)
  - Regierungschef:
    - Ministerpräsident Haris Silajdžić (1993–1996, 1997–2000) (2008, 2010 Vorsitzender des Staatspräsidiums)
- Bulgarien
  - Staatsoberhaupt: Präsident Schelju Schelew (1990–1997)
  - Regierungschef:
    - Ministerpräsident Ljuben Berow (1992–17. Oktober 1994)
    - Ministerpräsidentin Reneta Indschowa (17. Oktober 1994–1995) (kommissarisch)
- Dänemark
  - Staatsoberhaupt: Königin Margrethe II. (1972–2024)
  - Regierungschef: Ministerpräsident Poul Nyrup Rasmussen (1993–2001)
  - Färöer (politisch selbstverwalteter und autonomer Bestandteil des Königreichs Dänemark)
    - Vertreter der dänischen Regierung: Reichsombudsmann Bent Klinte (1988–1995)
    - Regierungschef:
      - Ministerpräsidentin Marita Petersen (1993–15. September 1994)
      - Ministerpräsident Edmund Joensen (15. September 1994–1998)

  - Grönland (politisch selbstverwalteter und autonomer Bestandteil des Königreichs Dänemark)
    - Vertreter der dänischen Regierung: Reichsombudsmann Steen Spore (1992–1995)
    - Regierungschef: Ministerpräsident Lars-Emil Johansen (1991–1997)
- Deutschland
  - Staatsoberhaupt:
    - Bundespräsident: Richard von Weizsäcker (1984–30. Juni 1994)
    - Bundespräsident: Roman Herzog (1. Juli 1994–1999)

  - Regierungschef: Bundeskanzler Helmut Kohl (1982–1998)
- Estland
  - Staatsoberhaupt: Präsident Lennart Meri (1992–2001)
  - Regierungschef:
    - Ministerpräsident Mart Laar (1992–8. November 1994, 1999–2002)
    - Ministerpräsident Andres Tarand (8. November 1994–1995)
- Finnland
  - Staatsoberhaupt:
    - Präsident Mauno Koivisto (1982–1. März 1994) (1968–1970, 1979–1982 Ministerpräsident)
    - Präsident Martti Ahtisaari (1. März 1994–2000)

  - Regierungschef: Ministerpräsident Esko Aho (1991–1995)
- Frankreich
  - Staatsoberhaupt: Präsident François Mitterrand (1981–1995)
  - Regierungschef: Premierminister Édouard Balladur (1993–1995)
- Griechenland
  - Staatsoberhaupt: Präsident Konstantinos Karamanlis (1974, 1980–1985, 1990–1995) (1955–1958, 1958–1961, 1961–1963, 1974–1980 Ministerpräsident)
  - Regierungschef: Ministerpräsident Andreas Papandreou (1981–1989, 1993–1996)
- Irland
  - Staatsoberhaupt: Präsidentin Mary Robinson (1990–1997)
  - Regierungschef:
    - Taoiseach Albert Reynolds (1992–15. Dezember 1994)
    - Taoiseach John Bruton (15. Dezember 1994–1997)
- Island
  - Staatsoberhaupt: Präsidentin Vigdís Finnbogadóttir (1980–1996)
  - Regierungschef: Ministerpräsident Davíð Oddsson (1991–2004)
- Italien
  - Staatsoberhaupt: Präsident Oscar Luigi Scalfaro (1992–1999)
  - Regierungschef:
    - Ministerpräsident Carlo Azeglio Ciampi (1993–11. Mai 1994) (1999–2006 Präsident)
    - Ministerpräsident Silvio Berlusconi (11. Mai 1994–1995, 2001–2006, 2008–2011)
- Jugoslawien
  - Staatsoberhaupt: Präsident Zoran Lilić (1993–1997)
  - Regierungschef: Ministerpräsident Radoje Kontić (1993–1998)
- Kanalinseln[1]
  - Guernsey
    - Staats- und Regierungschef: Herzogin Elisabeth II. (1952–2022)
      - Vizegouverneur:
        - Michael Wilkins (1990–1994)
        - John Coward (1994–2000)

  - Jersey
    - Staats- und Regierungschef: Herzogin Elisabeth II. (1952–2022)
      - Vizegouverneur: John Sutton (1990–1995)
- Kroatien
  - Staatsoberhaupt: Präsident Franjo Tuđman (1991–1999)
  - Regierungschef: Regierungspräsident Nikica Valentić (1993–1995)
- Lettland
  - Staatsoberhaupt: Präsident Guntis Ulmanis (1993–1999)
  - Regierungschef:
    - Ministerpräsident Valdis Birkavs (1993–15. September 1994)
    - Ministerpräsident Māris Gailis (15. September 1994–1995)
- Liechtenstein
  - Staatsoberhaupt: Fürst Hans-Adam II. (seit 1989)
  - Regierungschef: Mario Frick (1993–2001)
- Litauen
  - Staatsoberhaupt: Präsident Algirdas Brazauskas (1992–1998) (2001–2006 Ministerpräsident)
  - Regierungschef: Ministerpräsident Adolfas Šleževičius (1993–1996)
- Luxemburg
  - Staatsoberhaupt: Großherzog Jean (1964–2000)
  - Regierungschef: Ministerpräsident Jacques Santer (1984–1995)
- Malta
  - Staatsoberhaupt:
    - Präsident Ċensu Tabone (1989–4. April 1994)
    - Präsident Ugo Mifsud Bonniċi (4. April 1994–1999)

  - Regierungschef: Premierminister Edward Fenech Adami (1987–1996, 1998–2004) (2004–2009 Präsident)
- Mazedonien
  - Staatsoberhaupt: Präsident Kiro Gligorov (1991–1999)
  - Regierungschef: Ministerpräsident Branko Crvenkovski (1992–1998, 2002–2004) (2004–2009 Präsident)
- Moldau
  - Staatsoberhaupt: Präsident Mircea Ion Snegur (1991–1997)
  - Regierungschef: Ministerpräsident Andrei Sangheli (1992–1997)
  - Transnistrien (international nicht anerkannt)
    - Präsident: Igor Smirnow (1991–2011)
- Monaco
  - Staatsoberhaupt: Fürst: Rainier III. (1949–2005)
  - Regierungschef:
    - Staatsminister Jacques Dupont (1991–2. Dezember 1994)
    - Staatsminister Paul Dijoud (2. Dezember 1994–1997)
- Niederlande
  - Staatsoberhaupt: Königin Beatrix (1980–2013)
  - Regierungschef:
    - Ministerpräsident Ruud Lubbers (1982–22. August 1994)
    - Ministerpräsident Wim Kok (22. August 1994–2002)

  - Niederländische Antillen (Land des Königreichs der Niederlande)
    - Vertreter der niederländischen Regierung: Gouverneur Jaime Saleh (1990–2002)
    - Regierungschef: 
      - MinisterpräsidentAlejandro Felippe Paula (1993–31. März 1994)
      - Ministerpräsident Miguel Pourier (1979, 31. März 1994–1998, 1999–2002)
- Norwegen
  - Staatsoberhaupt: König Harald V. (seit 1991)
  - Regierungschef: Ministerpräsidentin Gro Harlem Brundtland (1981, 1986–1989, 1990–1996)
- Österreich
  - Staatsoberhaupt: Bundespräsident Thomas Klestil (1992–2004)
  - Regierungschef: Bundeskanzler Franz Vranitzky (1986–1997)
- Polen
  - Staatsoberhaupt: Präsident Lech Wałęsa (1990–1995)
  - Regierungschef: Ministerpräsident Waldemar Pawlak (1992, 1993–1995)
- Portugal
  - Staatsoberhaupt: Präsident Mário Soares (1986–1996) (1976–1978, 1983–1985 Ministerpräsident)
  - Regierungschef: Ministerpräsident Aníbal Cavaco Silva (1985–1995) (seit 2006 Präsident)
- Rumänien
  - Staatsoberhaupt: Präsident Ion Iliescu (1989–1996, 2000–2004)
  - Regierungschef: Ministerpräsident Nicolae Văcăroiu (1992–1996)
- Russland
  - Staatsoberhaupt: Präsident Boris Jelzin (1991–1999)
  - Regierungschef: Ministerpräsident Wiktor Tschernomyrdin (1992–1998)
- San Marino
  - Staatsoberhaupt: Capitani Reggenti
    - Gian Luigi Berti (1. Oktober 1993–1. April 1994) und Paride Andreoli (1. Oktober 1993–1. April 1994, 1997)
    - Alberto Cecchetti (1975, 1. April 1994–1. Oktober 1994, 1998, 2001–2002) und Fausto Mularoni (1. April 1994–1. Oktober 1994)
    - Renzo Ghiotti (1. Oktober 1994–1. April 1995) und Luciano Ciavatta (1. Oktober 1994–1. April 1995)

  - Regierungschef: Außenminister Gabriele Gatti (1986–2002) (2011–2012 Capitano Reggente)
- Schweden
  - Staatsoberhaupt: König Carl XVI. Gustaf (seit 1973)
  - Regierungschef:
    - Ministerpräsident Carl Bildt (1991–7. Oktober 1994)
    - Ministerpräsident Ingvar Carlsson (1986–1991, 7. Oktober 1994–1996)
- Schweiz[2]
  - Bundespräsident Otto Stich (1988, 1. Januar 1994–31. Dezember 1994)
  - Bundesrat:
    - Otto Stich (1984–1995)
    - Jean-Pascal Delamuraz (1984–1998)
    - Flavio Cotti (1987–1999)
    - Arnold Koller (1987–1999)
    - Adolf Ogi (1988–2000)
    - Kaspar Villiger (1989–2003)
    - Ruth Dreifuss (1993–2002)
- Slowakei
  - Staatsoberhaupt: Präsident Michal Kováč (1993–1998)
  - Regierungschef:
    - Ministerpräsident Vladimír Mečiar (1993–16. März 1994, 1994–1998)
    - Ministerpräsident Jozef Moravčík (16. März 1994–13. Dezember 1994)
    - Ministerpräsident Vladimír Mečiar (1993–1994, 13. Dezember 1994–1998)
- Slowenien
  - Staatsoberhaupt: Präsident Milan Kučan (1991–2002)
  - Regierungschef: Ministerpräsident Janez Drnovšek (1992–2000, 2000–2002) (2002–2007 Präsident)
- Spanien
  - Staatsoberhaupt: König Juan Carlos I. (1975–2014)
  - Regierungschef: Ministerpräsident Felipe González (1982–1996)
- Tschechien
  - Staatsoberhaupt: Präsident Václav Havel (1993–2003)
  - Regierungschef: Ministerpräsident Václav Klaus (1993–1997) (2003–2013 Präsident)
- Ukraine
  - Staatsoberhaupt:
    - Präsident Leonid Krawtschuk (1991–19. Juli 1994)
    - Präsident Leonid Kutschma (19. Juli 1994–2005) (1992–1993 Ministerpräsident)

  - Regierungschef:
    - Ministerpräsident Juchym Swjahilskyj (1993–16. Juni 1994) (kommissarisch)
    - Ministerpräsident Witalij Massol (16. Juni 1994–1995)
- Ungarn
  - Staatsoberhaupt: Präsident Árpád Göncz (1990–2000)
  - Regierungschef:
    - Ministerpräsident Péter Boross (12. Dezember 1993–15. Juli 1994)
    - Ministerpräsident Gyula Horn (15. Juli 1994–1998)
- Vatikanstadt
  - Staatsoberhaupt: Papst Johannes Paul II. (1978–2005)
  - Regierungschef:
    - Kardinalstaatssekretär Angelo Sodano (1990–2006)
    - Präsident des Governatorats Rosalio Lara (1990–14. Oktober 1997)
- Vereinigtes Königreich
  - Staatsoberhaupt: Königin Elisabeth II. (1952–2022) (gekrönt 1953)
  - Regierungschef: Premierminister John Major (1990–1997)
- Republik Zypern
  - Staats- und Regierungschef: Präsident Glafkos Klerides (1993–2003)
  - Nordzypern (international nicht anerkannt)
    - Staatsoberhaupt: Präsident Rauf Denktaş (1983–2005)
    - Regierungschef:
    - Ministerpräsident Derviş Eroğlu (1985–1. Januar 1994, 1996–2004, 2009–2010) (2010–2015 Präsident)
    - Ministerpräsident Hakki Atun (1. Januar 1994–1996)